# 米爾科·諾拉茨
米尔科·诺拉茨（1967年9月19日—），克罗地亚军队第118旅的指挥官，参加过克罗地亚独立战争。1995年9月25日，他被提升为少将军衔。2000年，参与签署《十二将军公开信》。2001年被拘捕。2004年被指控战争罪和反人类罪，判处12年徒刑。2007年改判处七年有期徒刑。2011年11月获释。